# Hyrrokkin (Mond)
Hyrrokkin (auch Saturn XLIV) ist einer der kleineren äußeren Monde des Planeten Saturn.

## Entdeckung
Die Entdeckung von Hyrrokkin durch David C. Jewitt, Scott S. Sheppard, Jan Kleyna und Brian G. Marsden auf Aufnahmen vom 12. Dezember 2004 bis zum 30. April 2006 wurde am 26. Juni 2006 bekannt gegeben.

Hyrrokkin erhielt zunächst die vorläufige Bezeichnung S/2004 S 19. Im April 2007 wurde der Mond dann nach der Riesin Hyrrokkin aus der nordischen Mythologie benannt. 

Für den Mond wird oftmals die Bezeichnung Hyrokkin verwendet, dieser Name wurde auch zunächst veröffentlicht. Die Working Group for Planetary System Nomenclature (WGPSN) der Internationalen Astronomischen Union (IAU) entschloss sich jedoch später, die ursprüngliche nordische Schreibweise zu verwenden.

## Bahndaten
Hyrrokkin umkreist Saturn auf einer retrograden Bahn in rund 932 Tagen. Die Bahnexzentrizität beträgt 0,333, wobei die Bahn mit 151,4° gegen die Ekliptik geneigt ist.

## Aufbau und physikalische Daten
Hyrrokkin besitzt einen Durchmesser von etwa 8 km.